# Barnabás Berzsenyi
Barnabás Berzsenyi   (Kemenesmihályfa, 12 de febrer de 1918 - Osnabrück, 18 de juny de 1993) fou un tirador d'esgrima hongarès, especialista en espasa, que va competir durant la de dècada de 1950.
El 1952 va prendre part en els Jocs Olímpics d'Estiu de Hèlsinki, on va disputar dues proves del programa d'esgrima. En la competició d'espasa per equips quedà eliminat en quarts de final, mentre en la d'espasa individual ho fou en sèries. Quatre anys més tard, als Jocs de Melbourne, va guanyar la medalla de plata en la prova d'espasa per equips.
En el seu palmarès també destaquen tres medalles al Campionat del Món d'esgrima, una de plata i dues de bronze, entre les edicions de 1953 i 1957.